# بونساي (برمجيات)
بونساي (بالإنجليزية: Bonsai)‏ هو متصفح لمستودع نظام الإصدارات المتلاقية CVS على شبكة الإنترنت صُمم للمشروعات البرمجية الكبيرة. تم تطويره في الأساس ليلبي احتياجات مشروع موزيلا لأدوات جيدة تتيح للعديد من المطورين تحرير شيفرته المصدرية الكبيرة جداً.
تم إطلاق بونساي تحت رخصة جنو العمومية، ورخصة جنو العمومية الصغرى، ورخصة موزيلا العمومية، وهكذا فهو برنامج حر.
بونساي تم إنشاءه من قبل تيري ويزمان. تمت كتابته في البدء بلغة تكل Tcl، ثم تم ربطه إلى لغة بيرل فيما بعد.